# 夥伴們，我說得對嗎？
〈夥伴們，我說得對嗎？〉（英語：Partners, Am I Right?）是美國超級英雄類型的網路影集《鷹眼》的第一季第四集，改編自漫威漫畫的角色「鷹眼」克林特·巴頓和凱特·畢夏普。本集为漫威電影宇宙的系列作品之一，與漫威電影宇宙系列電影處於同一架空世界和共同世界。本集由伯特＆伯蒂執導，海瑟·奎茵（Heather Quinn）和艾琳·坎西諾（Erin Cancino）聯合編劇。本集講述克林特和凱特取回從復仇者聯盟總部中流出的一件重要物品，與瑪雅·洛佩茲發生衝突，同時對戰蒙面刺客「黑寡婦」葉蓮娜·貝洛娃。
傑瑞米·雷納繼續出演漫威電影宇宙系列電影中的角色「鷹眼」克林特·巴頓，海莉·史坦菲德出演凱特·畢夏普。佛蘿倫絲·普伊回歸出演「黑寡婦」葉蓮娜·貝洛娃，該角色在2021年電影《黑寡婦》中首次出現於漫威電影宇宙。主演還包括東尼·達爾頓、阿拉奎·考克斯、弗拉·菲、琳達·卡德里尼和薇拉·法蜜嘉。本集在紐約和喬治亞州的亞特蘭大取景拍攝。
〈夥伴們，我說得對嗎？〉於2021年12月8日在Disney+首播。

## 劇情
艾蓮諾·畢夏普和傑克·杜凱恩認出克林特·巴頓就是復仇者成員「鷹眼」。艾蓮諾擔心女兒的安危，希望克林特不要讓凱特·畢夏普參與案件調查。克林特在離開前暗中取回浪人伸縮劍。艾蓮諾隨後通過電話聯繫某人，將當前的狀況告知對方。
在妻子蘿拉·巴頓的幫助下，克林特得知傑克是史隆有限公司的執行長，史隆有限公司是暗中幫助運動服黑幫洗錢的空殼公司。凱特與克林特共度聖誕節前夜，克林特將射擊技巧教給凱特。克林特還向凱特談及自己初次遇到「黑寡婦」娜塔莎·羅曼諾夫的經歷，他沒有遵從命令對娜塔莎痛下殺手，進而招募娜塔莎成為神盾局特工。凱特分析得知克林特就是浪人。轉天之後，兩人分頭行動。克林特找到卡齊，希望他勸說瑪雅·洛佩茲放棄追查浪人。凱特找到參加臨場動態角色扮演遊戲的警員溫蒂·康拉德，幫助克林特取回密技箭頭。
蘿拉告知克林特，在一棟公寓樓中發現被運動服黑幫搶走的那塊勞力士手錶的跟蹤信號。凱特跟著克林特前去取回手錶。凱特獨自進入房間，拿到手錶，還發現記錄著克林特家人資訊的便簽紙。瑪雅與潛入房間的凱特展開激鬥。與此同時，在外望風的克林特被蒙面刺客伏擊。凱特與克林特會合，她用箭射傷瑪雅，迫使對方逃離現場。克林特揭開刺客的面具，證實刺客是「黑寡婦」葉蓮娜·貝洛娃。葉蓮娜逃走之後，克林特認為有人暗中雇用新的黑寡婦從事暗殺行動。為了避免凱特再次陷入危險之中，克林特勸她回家，不再與她合作。

## 製作

### 開發
2019年4月，漫威影業宣佈為其旗下在線流媒體平台Disney+開發以「鷹眼」克林特·巴頓為主角的影集，劇情將涉及凱特·畢夏普。2019年9月，喬納森·伊格拉正式被選定為影集《鷹眼》的首席編劇。2020年7月，伯特＆伯蒂確定執導影集的其中一個製作區塊。影集的執行製作人包括喬納森·伊格拉、瑞斯·湯瑪斯、布拉德·溫德鮑姆、陳貞、維多莉亞·阿隆索、路易斯·德·埃斯波西托和凱文·費吉。本集標題為〈夥伴們，我說得對嗎？〉（Partners, Am I Right?），由伯特＆伯蒂執導，海瑟·奎茵（Heather Quinn）和艾琳·坎西諾（Erin Cancino）聯合編劇。

### 選角

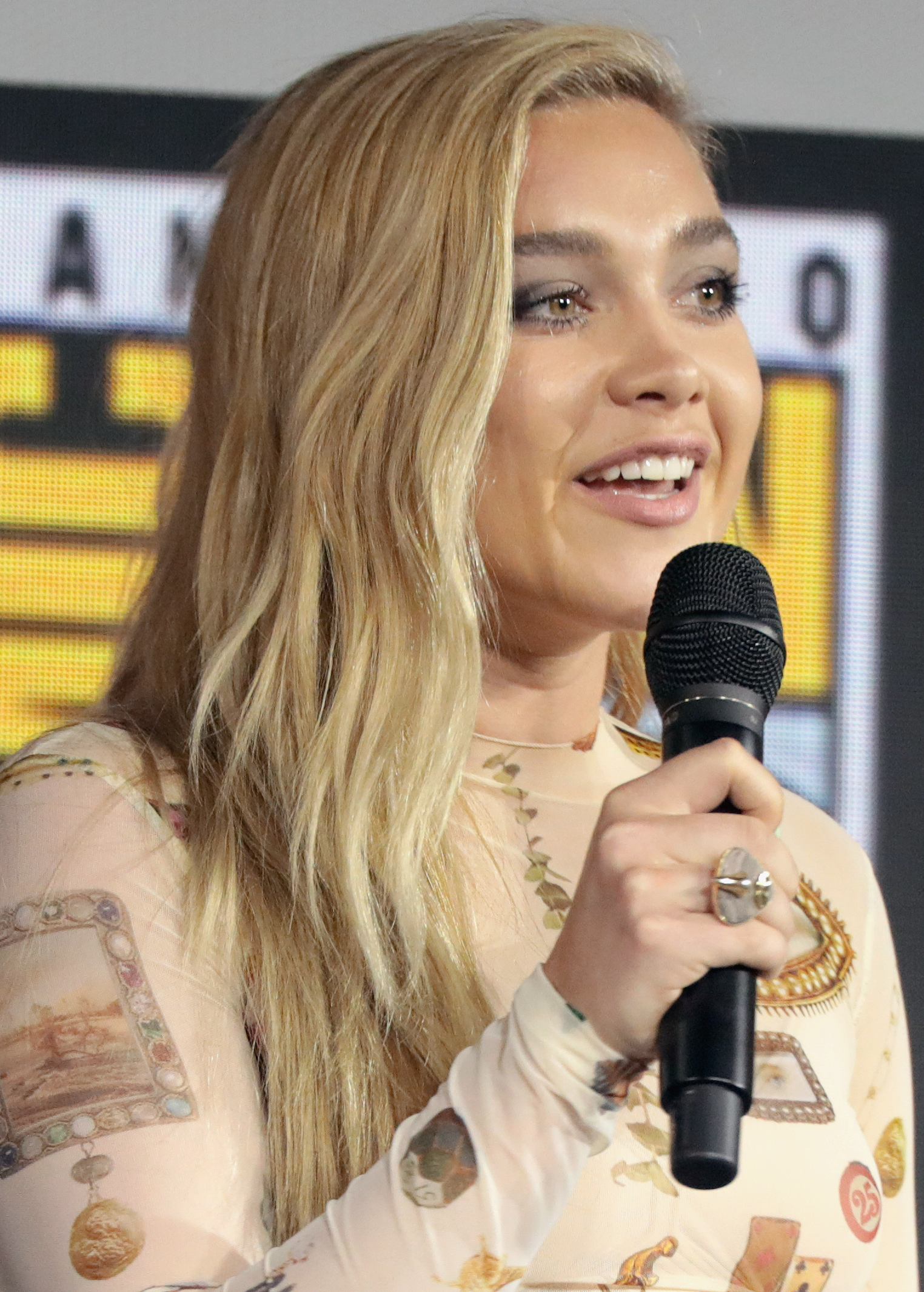
佛蘿倫絲·普伊回歸出演「黑寡婦」葉蓮娜·貝洛娃

傑瑞米·雷納繼續出演漫威電影宇宙系列電影中的角色「鷹眼」克林特·巴頓，海莉·史坦菲德飾演女主角凱特·畢夏普。佛蘿倫絲·普伊回歸出演「黑寡婦」葉蓮娜·貝洛娃，該角色在2021年電影《黑寡婦》中首次出現於漫威電影宇宙。東尼·達爾頓飾演傑克·杜凱恩／劍客。阿拉奎·考克斯飾演瑪雅·洛佩茲／回聲女。弗拉·菲飾演卡齊。琳達·卡德里尼飾演蘿拉·巴頓。薇拉·法蜜嘉飾演艾蓮諾·畢夏普:35:30–35:55。
艾娃·羅素（Ava Russo）飾演萊拉·巴頓（Lila Barton）。班·坂本（Ben Sakamoto）飾演庫柏·巴頓（Cooper Barton）。凱德·伍德沃德（Cade Woodward）飾演納森尼爾·巴頓（Nathaniel Barton）。克萊頓·英格利什（Clayton English）飾演格里斯（Grills）。卡洛斯·納瓦羅飾演恩里克（Enrique）。阿德丁博·湯瑪斯（Adetinpo Thomas）飾演溫蒂（Wendy）。羅伯特·沃克·布蘭查德（Robert Walker Branchaud）飾演奧維爾（Orville）。愛黛兒·德拉霍斯（Adelle Drahos）飾演蜜西（Missy）:36:52–36:55。
2019年電影《復仇者聯盟4：終局之戰》中史嘉蕾·喬韓森出演「黑寡婦」娜塔莎·羅曼諾夫的片段出現於本集之中:19:06–19:12。克林特·巴頓和凱特·畢夏普的動物夥伴「披薩狗」來福出現於本集之中，由名為祖迪（Jolt）的狗狗出演。

### 音樂
克里斯托弗·貝克為影集作曲，他此前為2015年電影《蟻人》、2018年電影《蟻人與黃蜂女》和2021年影集《汪達幻視》作曲。影集的音樂原聲帶分為兩輯。包括後三集音樂的第二輯於2021年12月22日發售，由克里斯托弗·貝克和麥可·帕拉斯凱瓦斯（Michael Paraskevas）作曲。

## 發行
〈夥伴們，我說得對嗎？〉於2021年12月8日在Disney+首播。

## 迴響
〈夥伴們，我說得對嗎？〉得到整體好評。根据評論匯總网站爛番茄汇总的15篇评论文章，100%的评论家给予该作正面评价，使之獲得「認證新鮮」標識，平均打分为7.70分（满分10分）。

## 備註
1. ↑  參見2021年電影《黑寡婦》。

## 資料來源
1. ↑  Otterson, Joe. . Variety. 2019-04-10  [2019-04-10]. （原始内容存档于2019-04-10） （美国英语）.
2. ↑  Kit, Borys. . The Hollywood Reporter. 2019-09-06  [2019-09-06]. （原始内容存档于2019-09-06） （美国英语）.
3. ↑  Kit, Borys. . The Hollywood Reporter. 2020-07-17  [2020-07-18]. （原始内容存档于2020-07-17） （美国英语）.
4. ↑  Jackson, Angelique. . Variety. 2021-11-18  [2021-11-19]. （原始内容存档于2021-11-19） （美国英语）.
5. ↑   (PDF). Disney Media and Entertainment Distribution.   [2021-11-25]. （原始内容存档 (PDF)于2021-11-25） （美国英语）.
6. ↑  . Writers Guild of America West.   [2021-11-02]. （原始内容存档于2021-11-02） （美国英语）.
7. ↑  Otterson, Joe. . Variety. 2020-12-03  [2020-12-03]. （原始内容存档于2020-12-03） （美国英语）.
8. 1 2 3  Quinn, Heather; Cancino, Erin. . . 第1季. 第4集. 2021-12-08  [2021-12-11]. Disney+. （原始内容存档于2023-02-01）.片尾演職員表於34:33開始。
9. ↑  Clarke, Cass. . Comic Book Resources. 2020-12-10  [2021-05-03]. （原始内容存档于2020-12-12） （美国英语）.
10. ↑  . Film Music Reporter. 2021-09-17  [2021-09-17]. （原始内容存档于2021-09-17） （美国英语）.
11. ↑  . Film Music Reporter. 2021-12-21  [2021-12-22]. （原始内容存档于2021-12-22） （美国英语）.
12. ↑  . Marvel.com. 2021-11-24  [2021-11-24]. （原始内容存档于2021-11-24） （美国英语）.
13. ↑  . The Futon Critic.   [2021-12-11]. （原始内容存档于2022-06-08） （美国英语）.
14. ↑  . Rotten Tomatoes. Fandango Media.   [2025-01-08] （美国英语）.

## 外部連結
- 互联网电影数据库上夥伴們，我說得對嗎？的资料（英文）
- 漫威影業官網提供的本集回顧 （页面存档备份，存于）